# Аккум (Толебійський район)
Акку́м (каз. Аққұм) — село у складі Толебійського району Туркестанської області Казахстану. Входить до складу Аккумського сільського округу.
У радянські часи село називалось Кизиласкер.
Населення — 1405 осіб (2021; 1411 у 2009, 1223 у 1999, 1159 у 1989).